# トクメイ!警視庁特別会計係
『トクメイ!警視庁特別会計係』（トクメイ けいしちょうとくべつかいけいがかり）は、2023年10月16日から12月25日までカンテレ制作・フジテレビ系列の「月曜22時枠」にて放送されたテレビドラマ。主演は橋本環奈。
「経費」から事件解決の糸口を見つける新しい警察エンターテインメント。

## キャスト

### 主要人物
一円（はじめ まどか）〈25〉
演 - 橋本環奈
本作の主人公。緊縮財政の一環として所轄署の経費削減の特命を背負い、本庁から専任担当者としてテストで万町署へ派遣されてきた特別会計係の警察官。

### 万町署
警視庁のお荷物と呼ばれる所轄署。

#### 刑事課
湯川哲郎〈52〉
演 - 沢村一樹
係長。強行犯係湯川班の班長。最終話で容疑者Xの正体を知られてしまった須賀に銃撃されるが、胸ポケットに入れていた小銭に命を救われる。
藤堂さゆり〈38〉
演 - 松本まりか
強行犯係湯川班。班内唯一の女刑事。バツイチのシングルマザー。
大竹浩介〈38〉
演 - JP
強行犯係湯川班。口は悪いが実は頭脳派。
月村久〈26〉
演 - 前田拳太郎
強行犯係湯川班の新人刑事。何事も熟考して決断するタイプ。
中西翔〈44〉
演 - 徳重聡
強行犯係湯川班の中堅刑事。就職氷河期に唯一採用が決まった警察に就職した。
真壁純也
演 - 安藤嗣海
窃盗犯係。
葉山勇
演 - 川井つと
刑事課長。

#### 警務課
須賀安吾〈52〉
演 - 佐藤二朗
課長。万町署の金庫番で会計・人事・総務を担当。第8話で、消えた1億円と円が一斉送信したメールの責任をとり辞職する。すべての事件を起こした張本人であり、容疑者Xの正体。
門倉奈々
演 - 結城モエ

#### その他
中塚文雄
演 - 鶴見辰吾
万町署副署長。一斉メールを送信した円を守って辞職した須賀の責任を取る形で警務課長へ降格（第9話 - ）。

### 警察庁
榊山慎一郎
演 - 福井晶一
警察庁長官官房長。最終話で須賀に撃たれそうになる。それから1週間後、東京地検特捜部に逮捕される。

### クレープ屋「C×C」
片桐幹夫
演 - 米本学仁
店長。湯川の情報屋。第8話で「Xの正体がわかった」と湯川に電話した後、刺殺された姿で湯川に発見される。
阿久津美和
演 - 前野えま
アルバイト。3歳の時に両親を強盗に襲われ失っている。

### ゲスト

#### 第1話
田所晋作
演 - きづき
万町大学の講師。エネルギーシステム工学研究室勤務。
徳永和樹
演 - 中村公隆
万町大学の講師。刺殺体で発見される。
店長
演 - 水野智則
強盗に入られたブランドショップの店長。
ミズキ
演 - 窪田彩乃
徳永和樹につきまとっていたという噂のある学生。
男性
演 - 岡安泰樹
ミズキのパパ活相手。
清掃スタッフ
演 - 中村まゆみ
クレープのクリームを落とした円を睨む。
管理官
演 - 西将輝
捜査一課の管理官。公用車の私的利用で停職処分を受ける。
北島智徳
演 - 山本東
50代警視庁警視。地域部。知人に調査情報を流したとして懲戒免職になった。
女性
演 - 福田愛依、石川翔鈴
湯川にクラブ・ミリオンズで聞き込みをされた女性たち。徳永のことを聞きに来た田所を憶えていた。

#### 第2話
沼田あきら
演 - 山脇辰哉
5年前に湯川が逮捕した爆弾製造犯。5つの爆弾を造ったとされるも、まだ一つだけ発見されていない。
矢島ハルト
演 - 小倉史也
警察の各課に匿名で様々な虚偽通報を繰り返し、業務に重大な支障を起こさせた迷惑犯。
爆弾処理班
演 - 小林勇一郎

#### 第3話
マリリン / 中塚麻里
演 - 内海誠子
歌舞伎のようなメイクで激しいパフォーマンスをする地下アイドル。実は中塚文雄・万町署副署長の娘。
難波一豊
演 - 植木紀世彦（第5話）
万町署生活安全課 課長。
氷河涼
演 - 佐藤峻輔
万町出身の人気俳優。万町署の一日警察署長イベントに署長としてブッキングされたが、クラブで傷害事件を起こし逮捕されてしまう。
マネージャー
演 - 生島勇輝
氷河涼のマネージャー。
糸間修二郎
演 - 横須賀一巧
ライブハウスでスタッフを襲い売上金30万円を強奪した犯人。
理恵
演 - 佐々木史帆
糸間修二郎に襲われたライブハウスのスタッフ。
刑事
演 - 藤木勇人
沖縄県警刑事課。沖縄出身の糸間修二郎に関する捜査協力を湯川より依頼される。
傷害犯
演 - 上川拓郎
湯川が栃木の山奥まで追い詰めて逮捕した傷害犯。
男性
演 - 比佐仁
一日署長イベントに出店した「C×C」の列に割り込みした男性。
アヤ、ヨウスケ
演 - 秋山楓果、赤木耀
湯川が一日署長イベントに招待した人たち。犯罪で親を失った美和と同じような境遇にある。
子供たち
演 - 松岡夏輝、阿久津将真、赤松美音
一日署長が永河涼から代わったことに落胆していたが、マリリンが行列に割り込みした男を撃退したことに拍手し握手を求める。
候補者
演 - SEVENTEEN、桐原美月（CANDY TUNE）※写真出演
万町署一日警察署長イベントの署長候補者。

#### 第4話
宇佐美正一
演 - 岩谷健司
西万町大学 植物地理学教授。湯川より「一丁目もつ鍋店募金強盗事件」の被疑者の足跡に付着していた微量の植物片の「同定調査」を頼まれたが、2年前に湯川にシンポジウムの発表を邪魔されたことで学会への参加資格を剥奪されたことを根に持っている。
小田倉ハナ
演 - 中田青渚
西万町大学の宇佐美ゼミの学生。実はマルチ商品「満面破顔茶」の売り子でプラチナ会員。
杉浦カノン
演 - 白石優愛
中西の彼女。実はマルチ商品「満面破顔茶」の売り子でプラチナ会員。
CMモデル
演 - 夏目朱里
株式会社満面ファクトリーの商品「満面破顔茶」のCMモデル。
掃除のおばちゃん
演 - わかばかなめ
万町署の出入りの掃除のおばさん。
店主
演 - 久保酎吉
万町署のメンバーが利用するおでん屋の店主。
司会
演 - 坂田翔悟
満面ファクトリーが「満面破顔茶」のプラチナ会員を集めて行ったイベントの司会。
学生たち
演 - 坪井楓侑、長田泉里、風見梨佳（役名：佐藤良子）
円が「満面破顔茶」について聞き込みした西万町大学の学生たち。

#### 第5話
日下部一馬
演 - 浅利陽介
警視庁刑事部捜査一課・管理官。国家公務員のキャリア。ランサムウェアによる警察の機密データの人質事件の捜査指揮にあたる。
塚原薫〈17〉
演 - 詩羽（第9話）
ハッカー集団「東京ガイスト」のリーダー。
綿貫
演 - ボブ鈴木
警視庁サイバー犯罪対策課係長。
鈴木
演 - 櫻井圭佑
万町署生活安全課刑事。
刑事
演 - 宇賀神亮介、岸本康太
警視庁の刑事。万町署湯川班が連行した塚原薫を横取りしようとするも、さゆりに阻止される。

#### 第6話
ナツメ、トーマ、ヤマト
演 - 大友一生、今井柊斗、西野光
闇バイトで集められた強盗犯。情報で店内に2000万円あるという喫茶店「モナリザ」に押し入り、出くわした藤堂と円を監禁する。
本間
演 - 緋田康人
「モナリザ」の向かいにある中華料理店「上海」の店主。
米山武
演 - 三浦健人
闇バイトで強盗を集めたリーダー。通称“マイマイ”。
萩原、隊員
演 - 蔵原健、有原遣智
人質救出のために出動したSITの隊長とその部下。
藤堂海斗
演 - 小林空叶
藤堂さゆりの息子。中学生。野球をやっている。
帽子の男
演 - 桐矢一
マイマイが待ち合わせの豊丘公園に用意した影武者の男。
西尾伸介
演 - 隈部洋平（第7話・第8話・第10話・最終話（回想））
参事官。
小田切誠
演 - 堀川りょう（第7話・第8話・第9話・第10話・最終話）
元警察官僚の大物政治家。和平党所属の衆議院議員。

#### 第7話
ノッカー・ウォール
演 - 小久保寿人
3カ月前に1億円が入ったカバンを拾ったとされるハラン人。仲田町5丁目のビルの踊り場から落下し入院する。
奈倉幸子
演 - 筒井真理子
かつてノッカーに仕事を紹介したという女性。無報酬での通訳を買って出る。通訳を装い、ハラン語しか話せないノッカーをハラン語で「逃げたら殺す」などと脅し続けていた。自分より立場の弱い人間を踏み台にしていることに対して開き直り、公務員である湯川たちを嘲る。
通訳
演 - 一双麻希
日本に一人しかいないというハラン語の通訳。
後藤、斎藤、伊藤
演 - 大野泰広、平賀雅臣、水野直
1億円を落としたと名乗り出た人たち。円が個別に話を聞く。
ノッカーの妻
演 - ジャメル・タグレ（写真出演）
祖国で夫を待っている。
運び屋
演 - ロバ・バルデ
犯罪グループの運び屋と思しき防犯カメラに映る外国人。

#### 第8話
芹沢詩織
演 - 石井杏奈（第10話・最終話）
東陽新聞記者。母親をがんで亡くしている。須賀の家へ出向き、生前の母から須賀の娘であると明かされたことを伝える。その後須賀と交流していた。警察の闇を暴くことについては、娘の身の安全を考える須賀と意見が合わなかった。
小田切に呼び出されたその晩に転落死している。
記者
演 - 植木祥平（第10話）
芹沢詩織の同僚記者。彼女は警察の組織的な不正を追っていたと話す。
秘書
演 - 蒲生純一
小田切議員の秘書。
武田
演 - 影山徹
松下声紋分析研究所の声紋分析技師。
監察官
演 - 岩田和浩
須賀安吾を取り調べる。

#### 第9話
丸山
演 - 佐野泰臣（第10話・最終話）
本庁より赴任し片桐幹夫殺害事件の指揮を執る管理官。
刑事
演 - 木原勝利
本庁捜査一課刑事。
リポーター
演 - 結城さなえ
「Eagle News」レポーター。小田切議員の辞任に伴い選挙会が開催され、比例代表選で次点候補者だった近藤氏が繰り上げになると和平党本部よりレポートする。
警備員
演 - 若林秀敏
殺害現場の防犯カメラは1本だけと話す。

#### 第10話
チャットピーポー
声 - 釘宮理恵
官房長が導入を図る捜査AI。
大家
演 - 田野良樹
芹沢詩織の家の大家。荷物を受け取りに来た警察官について話す。
運転手
演 - 三濃川陽介
官房長の公用車の運転手。
警察官
演 - 大山雄史
官房長の立ち寄り先の建物を見張る警察官。中西の知る警察庁官房室に出向中の人物。
Xメンバー
演 - 森本のぶ（最終話）、長田拓郎（最終話）、松尾淳一郎（最終話）、宮原弘樹（最終話）
警察上層部や組織に不満を持った警察官が集まっている。
警察官
演 - 奥津裕也（最終話）、有働樹希（最終話）
官房長の部下。アタッシュケースで押収品を裏金庫に運ぶ。

#### 最終話
検事
演 - 村上新悟
東京地検特捜部。
司会者
演 - 木川淳一
予算会議の司会者。
長官
演 - 加藤大騎
警察庁長官。
レポーター
演 - 楠紗友里
東京地検特捜部が警察関係者名義の貸ビルにある警察の裏金庫に家宅捜査に入ったニュースを伝える。

## スタッフ
- 脚本 - 荒木哉仁、皐月彩[1]
- 音楽 - 大友良英[1]
- 主題歌 - SEVENTEEN「今 -明日 世界が終わっても-」[84] HYBE LABELS JAPAN（ユニバーサルミュージック）
- オープニングテーマ - LEEVELLES「地獄の沙汰も愛次第」（ユニバーサルミュージック / Virgin Music）[85]
- 警察監修 - 古谷謙一[86]
- プロデューサー - 近藤匡、小林宙[1]
- 演出 - 城宝秀則、光野道夫、湯浅真[1]、河野圭太
- 制作著作 - 関西テレビ放送、共同テレビ[1]

## 放送日程
| 話数                                                                        | 放送日   | サブタイトル                                    | サブタイトル                                                                 | 脚本     | 監督     | 視聴率 |
| 話数                                                                        | 放送日   | 本放送                                          | その他                                                                       | 脚本     | 監督     | 視聴率 |
| --------------------------------------------------------------------------- | -------- | ----------------------------------------------- | ---------------------------------------------------------------------------- | -------- | -------- | ------ |
| 第1話                                                                       | 10月16日 | 消えた一円玉の謎                                | 警察にも経費削減の大波が! 特別会計係の一円が捜査のお金を切り口に難事件に挑む | 荒木哉仁 | 城宝秀則 | 6.3%   |
| 第2話                                                                       | 10月23日 | 時は金なり!刑事たちの残業代を削減せよ!          | 時は金なり!刑事の残業代を削減せよ!                                           | 荒木哉仁 | 城宝秀則 | 5.6%   |
| 第3話                                                                       | 10月30日 | 一日警察署長イベントで経費削減せよ!             | 混迷する一日警察署長選び!一円の奇策                                          | 荒木哉仁 | 光野道夫 | 5.3%   |
| 第4話                                                                       | 11月06日 | 一円の隠された特命!幸運を呼ぶお茶に秘められた闇 | 一円の隠された特命 幸運を呼ぶお茶の闇                                        | 皐月彩   | 光野道夫 | 5.1%   |
| 第5話                                                                       | 11月13日 | 異例の人質事件発生!明かされる一円の過去         | 異例の人質事件発生 一円の隠された過去                                        | 荒木哉仁 | 城宝秀則 | 5.0%   |
| 第6話                                                                       | 11月20日 | 最凶のバディ爆誕!一円&さゆり人質になる          | 最凶のバディ爆誕!一円&さゆり人質に                                           | 荒木哉仁 | 河野圭太 | 5.1%   |
| 第7話                                                                       | 11月27日 | 持ち主不明の1億円!転落事件に隠された真実        | 持ち主不明の1億円 転落事件に潜む真実                                         | 皐月彩   | 光野道夫 | 4.7%   |
| 第8話                                                                       | 12月04日 | 消えた1億円と脅迫者Xを追え!                     | 消えた1億円を追え 特命が持つ真の意味                                         | 荒木哉仁 | 城宝秀則 | 4.8%   |
| 第9話                                                                       | 12月11日 | 脅迫者Xの正体                                   | 湯川班分裂の危機!脅迫者Xの正体判明                                           | 皐月彩   | 光野道夫 | 4.7%   |
| 第10話                                                                      | 12月18日 | 脅迫者Xの黒幕と警察の裏金を追え!                | 脅迫者Xの黒幕と警察が隠す裏金を追え                                          | 荒木哉仁 | 城宝秀則 | 4.9%   |
| 最終話                                                                      | 12月25日 | 悲しき復讐の果てに一円が起こす最後の奇跡        | 悲しき復讐劇!一円が起こす最後の奇跡                                          | 荒木哉仁 | 城宝秀則 | 4.5%   |
| 平均視聴率 5.1%（視聴率はビデオリサーチ調べ、関東地区・世帯・リアルタイム） |          |                                                 |                                                                              |          |          |        |

- 初回は22時 - 23時9分の15分拡大放送[2]。